# Mieczysław Krzywicki
Mieczysław Romuald Krzywicki (ur. 19 lutego 1903 w Smoleńsku, zm. 27 stycznia 1988 w Lublinie) – docent magister inżynier elektryk. Jeden z współorganizatorów wyższego szkolnictwa technicznego w Lublinie, pierwszy dziekan Wydziału Elektrycznego Wieczorowej Szkoły Inżynierskiej w Lublinie (potem Wyższej Szkoły Inżynierskiej, a obecnie Politechniki Lubelskiej). Entomolog amator.

## Życiorys

### Szkoła i studia
Urodził się w Smoleńsku w polskiej rodzinie inteligenckiej – ojciec Stanisław, matka Melania, z domu Zalewska. W Smoleńsku ukończył szkołę podstawową i średnią w roku 1929. Po szkole średniej rozpoczął studia na Wydziale Elektrycznym Politechniki Warszawskiej, które ukończył w roku 1937 uzyskując tytuł magistra inżyniera elektryka.

### Okres międzywojenny i wojna
Po studiach rozpoczął pracę w Państwowej Wytwórni Uzbrojenia w Warszawie, potem został przeniesiony do Urzędowa, gdzie pracował do wybuchu wojny. W czasie wojny podejmował się różnych prac, najdłużej pracował jako robotnik i był księgowym w Krasnostawskim Tartaku.

### Organizacja szkolnictwa technicznego średniego i wyższego
Po wojnie Mieczysław Krzywicki pracował na rzecz reaktywowania i rozwijania szkolnictwa średniego technicznego. Został nauczycielem i dyrektorem Szkoły im. S. Syroczyńskiego w Lublinie. W późniejszym czasie został dyrektorem Okręgowego Ośrodka Kształcenia Kard Pedagogicznych. W tym czasie działał także w Naczelnej Organizacji Technicznej, SEP, Towarzystwie Wiedzy Powszechnej oraz Radach Naukowych przy Prezydium Wojewódzkiej Rady Narodowej w Lublinie.
Od roku 1950 prowadził starania na rzecz utworzenia w Lublinie wyższej szkoły technicznej. Od roku 1955 został wykładowcą w Wieczorowej Szkole Inżynierskiej, początkowo na część etatu. Całkowicie przeniósł się do WSI w roku 1964, a w tym samym roku obejął funkcję dziekana nowo powstałego Wydziału Elektrycznego.
W roku 1968 został mianowany na stanowisko docenta etatowego.
Jego portret znajduje się w Sali Posiedzeń Rady Wydziału Elektrotechniki i Informatyki Politechniki Lubelskiej w Gmachu przy ul. Nadbystrzyckiej 38a.
Pochowany został na cmentarzu rzymskokatolickim przy ul. Droga Męczenników Majdanka (sektor S1K4, rząd 6, numer 17).

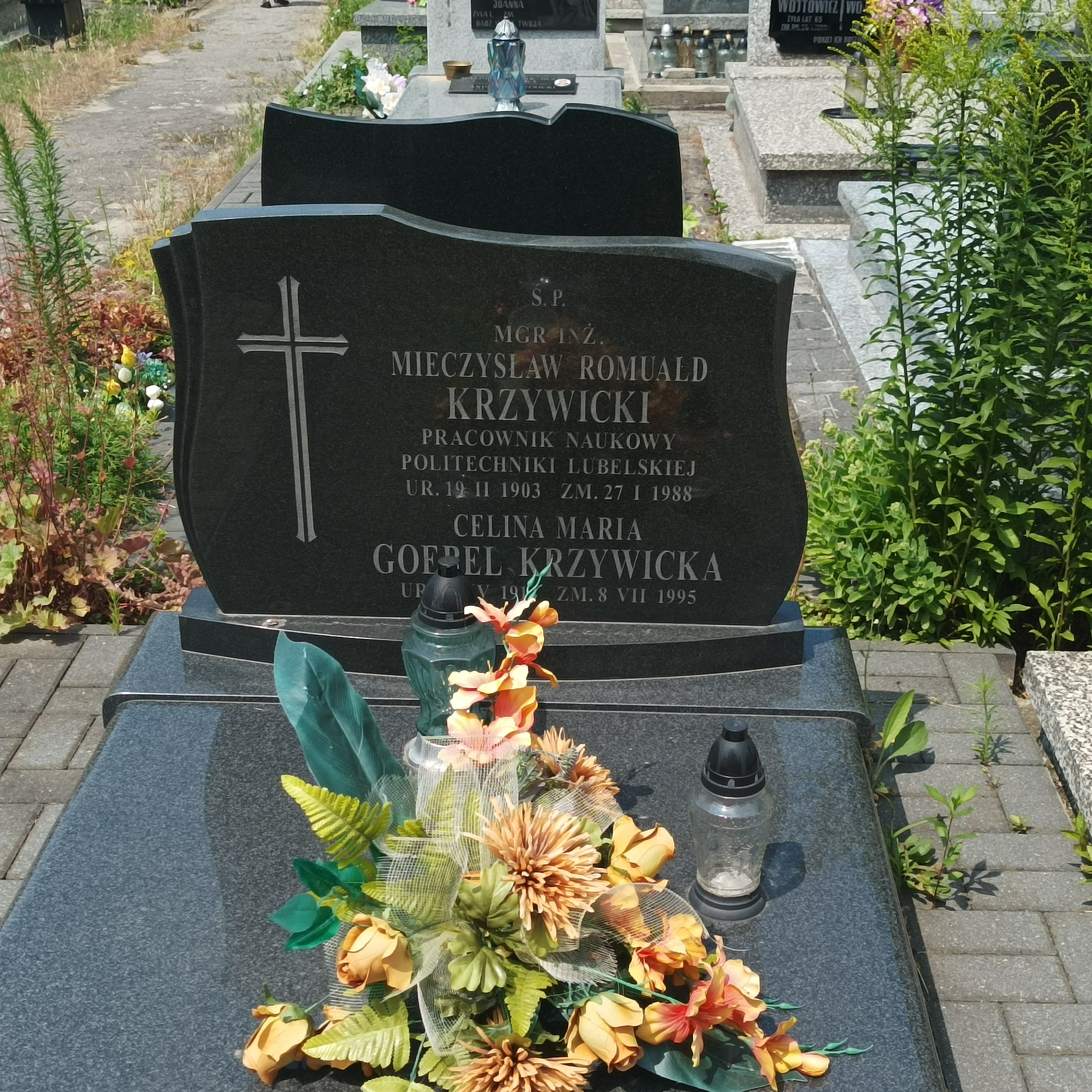
Grób Mieczysława Krzywickiego na Cmentarzu Komunalnym na Majdanku w Lublinie

### Publikacje
Mieczysław Krzywicki opracował około 30 programów nauczania oraz wiele podręczników dla szkolnictwa zawodowego i skryptów dla szkół wyższych. Do ważniejszych podręczników należy zaliczyć pierwszy wydany w kraju podręcznik z zakresu maszyn elektrycznych (1948) oraz poradnik dla elektryków.
Łącznie nakład książek Krzywickiego z dziedziny inżynierii elektrycznej wyniósł ok. 160 000 egzemplarzy.

## Entomologia
Jego pasją życia od wczesnych lat młodości była entomologia, a ściślej lepidopterologia, gdzie jako samouk uzyskał znaczące rezultaty w badaniach nad motylami dziennymi. Doświadczenie zdobywał w latach okołowojennych, łowiąc nawet w okresie okupacji. Działał w warunkach trudnych, pionierskich jeśli chodzi o dziedzinę lepidopterologii.
W latach 1963–1970 opracował i wydał drukiem komplet "Kluczy do oznaczania owadów Polski" dotyczących tej grupy motyli.
Następnie opracował faunę Rhopalocera Puszczy Białowieskiej oraz Tatr, podsumowując całą swą wieloletnią działalność publikacją "Monografii motyli dziennych Polski", której niestety nigdy nie wydano drukiem. Autor pozostawił 4 egz. maszynopisu tego dzieła, które udało się w jakimś stopniu rozpowszechnić dopiero w roku 1997. Po napisaniu monografii wydano jeszcze książeczkę "Ginące i zagrożone gatunki motyli w faunie Polski" w której część dotyczącą kraśników opracował prof. Jerzy Dąbrowski, natomiast całość motyli dziennych opracował Mieczysław Krzywicki.
Nie wydana do dziś drukiem "Monografia motyli dziennych Polski", stanowiąca kompendium wiedzy na temat krajowych motyli dziennych straciła dziś trochę na pewno pod względem aktualności, jednak na zawsze pozostanie tym brakującym ogniwem zamykającym i podsumowującym działalność na polu entomologii tego niezwykle zaangażowanego badacza. Stworzył wyjątkowo liczne i perfekcyjnie udokumentowane zbiory motyli dziennych, które obecnie wzbogacają zbiory naukowe Wydz. Biologii i Nauk o Ziemi UMCS w Lublinie, muzea w Krakowie i kolekcje prywatne w całej Polsce.
T. Riedl w pracach: "Główne osiągnięcia polskiej lepidopterologii" oraz w "Wiadomościach Entomologicznych" t. 1, 1980, nr 4, t. 2, 1981, nr 1-2 podkreśla znaczący udział Krzywickiego w postępie badań entomologicznych w Polsce. We wszystkich swoich publikacjach Romuald Mieczysław Krzywicki używał tylko imienia Mieczysław.
Publikacje dotyczące motyli dziennych
- 1959. Klucze do oznaczania owadów Polski. Zesz. 61, 62 Lycaenidae, Erycinidae. Państw. Wydaw. Nauk. Warszawa[2].
- 1962. Klucze do oznaczania owadów Polski. Zesz. 65, 66 Papilionidae, Pieridae. Państw. Wydaw. Nauk. Warszawa[2].
- 1963. Przyczynek do znajomości fauny Rhopalocera Tatr Polskich (Lepidoptera).Ann. zool. 21: 151-222.[3]
- 1966. Klucze do oznaczania owadów Polski. Zesz. 63: Satyridae. Państw. Wydaw. Nauk. Warszawa[2].
- 1967. Fauna Papilionoidea i Hesperioidea (Lepidoptera) Puszczy Białowieskiej.Ann. zool. 25: 1-213.[potrzebny przypis]
- 1968. Klucze do oznaczania owadów Polski. Zesz. 64, 66 Apaturidae, Nyphalidae. Państw. Wydaw. Nauk. Warszawa[2].
- 1970. Klucze do oznaczania owadów Polski. Zesz. 60 Hesperiidae. Państw. Wydaw. Nauk. Warszawa[2].
- 1982. Ginące i zagrożone gatunki motyli (Lepidoptera) w faunie Polski. Studia Naturae B, 31, 1-171[2].
- 1982. Monografia motyli dziennych Polski Papilionoidea i Hesperioidea (Lepidoptera). Lublin, 364 ss., 168 map, 17 tabl., 4 tabele (msc.) (rozpowszechniona od roku 1997 w ilości 60 egz. oraz w postaci elektronicznej i tą drogą powielana)[4].
- 1986. Stan fauny motyli dziennych Lepidoptera, Diurna Puszczy Białowieskiej. Parki Narodowe i Rezerwaty Przyrody Tom 7, Nr 1[potrzebny przypis]

## Odznaczenia
- Srebrny Krzyż Zasługi (1955);
- Złoty Krzyż Zasługi (1957);
- Medal X-lecia (1965);
- Nagroda MSW (1968).